# Nikolayevka-1
Nikolayevka-1 är en by i Belarus.   Den ligger i voblasten Mahiljoŭs voblast, i den nordöstra delen av landet, 190 km öster om huvudstaden Minsk. Nikolayevka-1 ligger 186 meter över havet och antalet invånare är 220.

## Natur och klimat
Terrängen runt Nikolayevka-1 är platt. Runt Nikolayevka-1 är det ganska tätbefolkat, med 192 invånare per kvadratkilometer.. Närmaste större samhälle är Mahiljoŭ, 4,9 km väster om Nikolayevka-1.
I omgivningarna runt Nikolayevka-1 växer i huvudsak blandskog.